# Спедалицкио (Перуђа)
Спедалицкио је насеље у Италији у округу Перуђа, региону Умбрија.
Према процени из 2011. у насељу је живело 168 становника. Насеље се налази на надморској висини од 282 м.